# Социальная категоризация
Социальная категоризация — отнесение человеком окружающих его людей к определённым социальным группам, классам. Процесс социальной категоризации является достаточно сложным, так как существует огромное множество социальных групп, некоторые из которых входят одна в другую.

## История
Теория социальной категоризации, которая является продолжением теории социальной идентичности была предложена Дж. Тернером во второй половине 1980-х годов.
Также Дж. Тернером была разработана теория самокатегоризации. В случае социальной самокатегоризации все группы человек делит на ингруппы (то есть те, к которым он сам себя причисляет) и аутгруппы (те, к которым он не относится). В теории самокатегоризации происходит рассмотрение людей во время взаимодействия и общения не как личности, а как, в первую очередь, члена той или иной социальной группы. В данной теории выделены основные положения, некоторые из которых заимствованы из теории социальной идентичности:
1. Структура социальной идентичности включает в себя когнитивный и аффективный компоненты
2. Группа представляется, как социальная категория, не предусматривающая непосредственного взаимодействия членов группы.
3. Признается роль ситуации взаимодействия в актуализации социальных категорий. Наличие социальных категорий делает процесс познания мира и взаимодействия людей проще, так как помогает человеку структурировать информацию, получаемую из внешнего мира.

## Функции процесса социальной категоризации
- Основной функцией процесса социальной категоризации является упрощение социального мира. Социальная категоризация является упрощающим механизмом, позволяющим выносить суждения более экономно, даже в условиях неопределенности. Длительность вынесения данного суждения об объекте категоризации зависит от установок и субъекта, его заинтересованности в объекте.
- Экономия когнитивных ресурсов. При использовании механизма социальной категоризации происходит сокращение количества социальной информации, необходимой для запоминания. Согласно «гипотезе перегрузки», предложенной Р. Спирсом[3], чем больше информации необходимо запомнить, тем чаще человек будет прибегать к социальной категоризации.
- Дополнение информации. Социальная категоризация служит неким руководством к действию, инструкцией к объекту, тем самым помогает определить наиболее удачные способы взаимодействия с объектом.

## Проблема социальной категоризации в теориях социального познания
Проблематика социальной категоризации разрабатывалась в различимых теориях социального познания. Особое внимание данной проблематике уделяется в теории социальной идентичности А. Тэшфела и теории самокатегоризации Дж. Тернера.
В данных теориях механизм социальной категоризации рассматривался на групповом уровне. То есть выявлялась принадлежность человека к той или иной группе, тем самым происходило разделение окружающих на ингруппу и аутгруппу.
- Социальная категоризация в теории социальной идентичности А. Тэшфела. В данной теории механизм социальной категоризации рассматривается как одно из необходимых условий социальной идентичности.
- Социальная категоризация в теории социальных представлений С. Московичи. В теории Московичи описывается процесс закрепления социального представления, то есть отнесение объекта к определённой социальной категории. После данной категории дается название и объект обретает ряд свойств, которые свойственны данной социальной категории.